# Acacia platyphylla
Acacia platyphylla é uma espécie de leguminosa do gênero Acacia, pertencente à família Fabaceae.